# Нюрнбергский эпилог (фильм)
«Нюрнбергский эпилог» (пол. Epilog norymberski) — польский художественный фильм 1970 года (125 минут). Историческая драма, посвященная Нюрнбергскому процессу. Экранизация известного телеспектакля конца 1960-х годов, который считался одним из самых интересных достижений в польском телевидении того времени. Фильм стилизован под документальную съемку.
Премьера фильма состоялась 7 мая 1971 года. Режиссёр и сценарист Ежи Антчак в этом же году выпустил также югославскую версию фильма: «Nirnberski epilog».

## В ролях
| Актёр                 | Роль                    |
| --------------------- | ----------------------- |
| Анджей Лапицкий       | Роберт Джексон          |
| Станислав Ясюкевич    | Роман Андреевич Руденко |
| Здзислав Мрожевский   | Дэвид Максвелл-Файф     |
| Александер Севрук     | Джеффри Лоуренс         |
| Мечислав Павликовский | Герман Геринг           |
| Хенрик Боровский      | Иоахим фон Риббентроп   |
| Тадеуш Бялощиньский   | Вильгельм Кейтель       |
| Владислав Ханьча      | Яльмар Шахт             |
| Рышард Петруский      | Эрнст Кальтенбруннер    |
| Януш Закженский       | Ганс Франк              |
| Игор Смяловский       | Эрвин фон Лахузен       |
| Хенрик Бонк           | Рудольф Гесс            |
| Тадеуш Циглер         | Вальтер фон Браухич     |
| Аугуст Ковальчук      | Альфред Йодль           |
| Зыгмунт Мацеевский    | Фридрих Паулюс          |
| Януш Буковский        | Бальдур фон Ширах       |
| Анджей Женах          | Ханс Гизевиус           |
| Каролина Любенская    | Северина Шмаглевская    |
| Ян Энглерт            | судебный психиатр       |
| Юзеф Перацкий         | обвиняемый              |
| Ядвига Бараньская     | француженка в Освенциме |
| Адам Мулярчик         | заключённый Треблинки   |

## Награды
- 1971 — MFTv «Злата Прага» — почетное упоминание интервидения
- 1971 — MFTv «Злата Прага» — международной награды прессы
- 1972 — Золотой экран — награда журнала «Экран»
- 2008 — Worldfest независимый кинофестиваль — Платиновая награда — 41